# 1247 dans les croisades
Cette page regroupe les évènements concernant les Croisades qui sont survenus en 1247 :
- 5 mai : mort de Richard de Bures, grand maître de l'Ordre du Temple[1].
- 17 juin : les Khwarizmiens reprennent Tibériade aux croisés[2].
- 4 septembre : mort de Balian d'Ibelin, seigneur de Beyrouth. Son fils Jean d'Ibelin lui succède[3].
- 15 octobre : les Khwarizmiens reprennent Ascalon aux croisés[2].
- Le pape Innocent IVplace le royaume de Chypre sous la dépendance de la Papauté et le relève de la suzeraineté impériale[4].
- Héthoum Ier, roi d'Arménie, envoie son frère Smbat en ambassade auprès du grand khan Guyuk pour obtenir son aide contre les Mamelouks[5].